# Scarlett Byrne

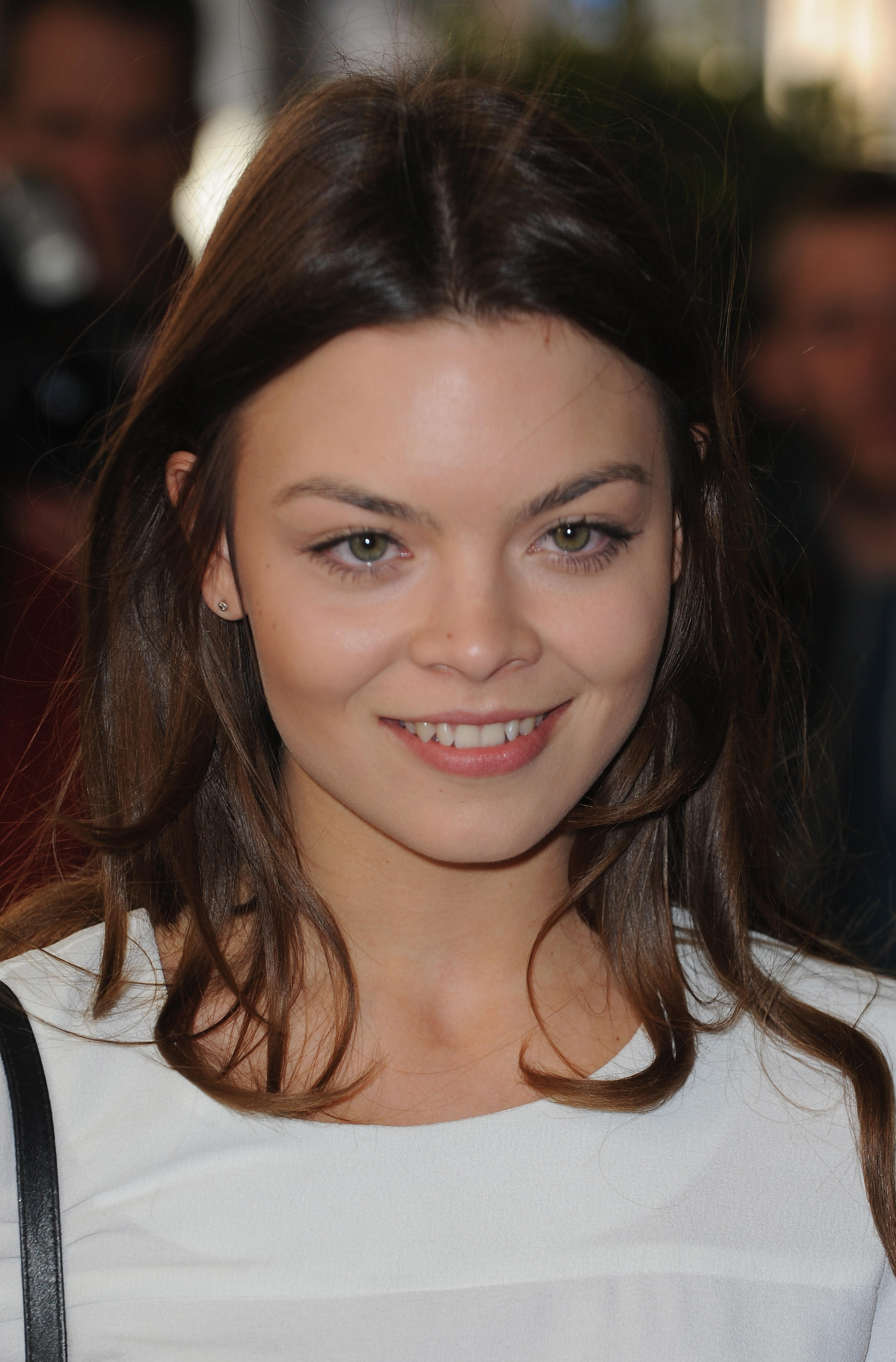
Scarlett Hefner (2013)

Scarlett Hefner (* 6. Oktober 1990 in Hammersmith, London als Scarlett Hannah Byrne) ist eine britische Schauspielerin.

## Leben
Scarlett Hefner wurde im Oktober 1990 im Londoner Stadtteil Hammersmith geboren. Sie ist vor allem durch ihre Rolle als Pansy Parkinson in Harry Potter und der Halbblutprinz, Harry Potter und die Heiligtümer des Todes: Teil 1 und in Harry Potter und die Heiligtümer des Todes: Teil 2 bekannt. Neben ihrer Rolle in den Harry-Potter-Filmen hatte sie zuvor Rollen in kleineren Fernsehproduktionen wie der britischen Seifenoper Doctors. 2017 übernahm sie die weibliche Hauptrolle in der deutschen Filmproduktion Skybound.
Anfang November 2019 gab sie ihre Heirat mit Cooper Hefner, dem Sohn des Playboy-Gründers Hugh Hefner bekannt.

## Filmografie
- 2005: CryBaby (Kurzfilm)
- 2008: Doctors (Fernsehserie, Folge 10x92)
- 2009: Harry Potter und der Halbblutprinz (Harry Potter and the Half-Blood Prince)
- 2010: Harry Potter und die Heiligtümer des Todes: Teil 1 (Harry Potter and the Deathly Hallows: Part I)
- 2011: Harry Potter und die Heiligtümer des Todes: Teil 2 (Harry Potter and the Deathly Hallows: Part II)
- 2012: Lake Placid 4 (Lake Placid: The Final Chapter, Fernsehfilm)
- 2014–2015: Falling Skies (Fernsehserie, 13 Episoden)
- 2015–2016: Vampire Diaries (Fernsehserie, 12 Folgen)
- 2017: Skybound